# Oshun
| Farben             | Gelb |
| Zahlen             | 5 |
| Wochentag          | Sonnabend |
| Naturelement       | Süßwasser |
| Naturmanifestation | Seen, Flüsse, Wasserfälle |
| Pflanzen           | Ocimum basilicum, Mentha citrata, Hyptis suaveolens, Amaranthus viridis, Eichhornia crassipes, Pilea microphylla, Piper cubeba |
| Kaurimuschel       | Odi (7 offen, 9 verschlossen), Oxé (5 offen, 11 verschlossen)                                                                  |
| Essen              | Ipeté |
| Opfertier          | Huhn, Taube, Ziege, Schildkröte                                                                                                |

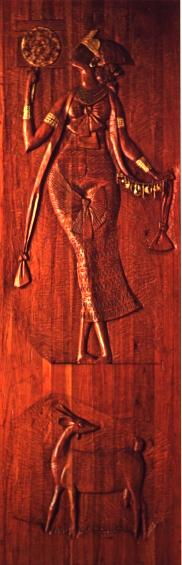
Oxum (Museum Afro-Brazilian, Salvador, Bahia, Brasilien)

Oshun (Ọṣun, Ochún, Oshún, Òsun, Osun, Oxum) ist in der Religion der Yoruba und im brasilianischen Candomblé die Aphrodite, die Venus unter den Orishas bzw. Orixás.

## In Afrika
Sie ist eine Flussgöttin des gleichnamigen Flusses Oshun in Nigeria und symbolisiert die Fruchtbarkeit.
Ihr Hain in Oshogbo (Oṣogbo) gehört zum UNESCO-Welterbe. Dort wird jährlich mit weltweiter Resonanz das Osunfest gefeiert.
Die nigerianisch-deutsche Schriftstellerin Efua Traoré machte Oshun zu einer Hauptfigur ihres Kinderromans Children of the Quicksands, der 2021 erschien. Oshun rivalisiert dort mit Oyá, der Göttin der Winde.

## In Südamerika
Oxum ist die Iabá (ein weiblicher Orisha) der Liebe, der Schönheit, der Weiblichkeit, materiellen Reichtums und der Fruchtbarkeit.
Den Anhängern des brasilianischen Candomblé gilt sie als Göttin der Flüsse, Wasserfälle und Seen, der Schönheit, der Liebe und des Reichtums. Obwohl sie als die sanftmütigste unter allen Orixá gilt, ist sie die Anführerin unter allen weiblichen Gottheiten, eine Ìyàmi Òşòròngà (Zauberin) und die einzige, die beim Muschelwerfen der männlichen Gottheiten teilnehmen darf.

## Legenden
Ohne ihr Zutun gibt es kein Leben auf der Erde. Die Legende Oxum macht die Frauen steril als Erpressung gegen die Männer / Oxum faz as mulheres estéreis em respresália aos homens berichtet davon, dass sie die Frauen auf der Erde unfruchtbar werden ließ, weil die männlichen Orixás sie von der Macht ausschließen wollten:
„Gleich als die Welt erschaffen wurde, kamen alle Orixás zur Erde und fingen an, Beschlüsse unter sich über die Aufgabenverteilung auf der Erde zu verteilen, bei denen nur die Männer teilnehmen durften. Oxum nahm diese Situation nicht hin. Sie lehnte sich gegen den Ausschluss auf, sie rächte sich an den männlichen Orixás. Sie verdammte alle Frauen zur Unfruchtbarkeit. […] Sie waren sehr alarmiert und wussten nicht, was sie tun sollten ohne Söhne zum Heranwachsen, noch Erben, um ihnen Besitztümer zu hinterlassen, ohne neue Arme, um neue Reichtümer zu schaffen und Kriege zu führen und ohne Nachkommen, um die Erinnerungen an sie nicht sterben zu lassen.“
Oxum ist – je nach Legende unterschiedlich erzählt – die Tochter von Oxalá, die Schwester von Obá, verheiratet mit Xangô, Oxóssi und Ogum und hat einen Sohn, Logum Edé.

## Symbol

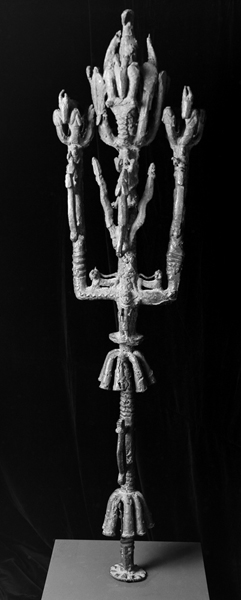
Osun-Stab (Weltmuseum, Wien)

Da ihr Element das Gold ist, trägt sie Gelb.
In der afro-kubanischen Santería entspricht Oshun der Jungfrau Maria in Form der Barmherzigen Jungfrau von Cobre, der Schutzpatronin Kubas.
Auch in Brasilien wird sie im Rahmen des Synkretismus oft der Jungfrau Maria zugeordnet.

## Erscheinungsbild
Oxum tritt stets in Begleitung von Yemayá auf und ist im Besonderen eine Hilfe für Schwangere und Gebärende. Oxum zeichnet sich durch ihre Schönheit aus, durch ihren schönen Körper und hat viele Geliebte, wie es in der Legende Oxum wird arm aus Liebe zu Xangô / Oxum fica pobre por amor a Xangô berichtet wird:
„Sie hatte einen schönen Körper, von feinen Formen. […] Viele Nächte hatte Oxum in ihrem Bett Geliebte, denen sie Momente seltener Lust brachte. Oxum hatte viele Liebschaften.“
Die Oxum geweihten Gläubigen sind sanft, kokett, eitel, eifersüchtig und ehrgeizig. In vielen Legenden wird sie auch als hinterhältig, insbesondere zu anderen Frauen, beschrieben.